# Invasion finlandaise de la Carélie du Ladoga
Guerre de Continuation de la Seconde Guerre mondiale
Batailles
1941
- Carélie du Ladoga
- Isthme de Carélie
- Carélie orientale
- Silberfuchs
  - Renntier
  - Platinfuchs
  - Polarfuchs
- Kirkenes et Petsamo
- Hanko
- Bengtskär
- Porlampi

1942
- Suursaari
- Someri

1944
- Vyborg-Petrozavodsk
  - Tienhaara
  - Tali-Ihantala
  - Île de Nerva
  - Baie de Vyborg
  - Vuosalmi
  - Nietjärvi
  - Ilomantsi
  - Hokki

Campagnes de la mer Baltique
L'invasion finlandaise de la Carélie du Ladoga est une campagne militaire menée par la Finlande en 1941, pendant la guerre de Continuation. 
Au début de la guerre, les forces finlandaises libèrent le Carélie du Ladoga, territoire cédée à l'Union soviétique le 13 mars 1940, dans le cadre du traité de paix de Moscou, qui marquait la fin de la guerre d'Hiver. Plus tard, à l'été 1944, l'Union soviétique reconquiert la partie orientale de la Carélie du Ladoga lors de l'offensive Vyborg-Petrozavodsk.

## Disposition initiale des forces
Au début de la guerre de Continuation, l'armée finlandaise est déployée dans une position défensive, mais le 29 juin, Mannerheim créé l'armée de Carélie, commandée par le lieutenant-général Erik Heinrichs, et lui ordonne de se préparer à attaquer la Carélie du Ladoga. L'armée de Carélie se compose du VIe corps (les 5e et 11e divisions), du VIIe corps (les 7e et 19e divisions) et du groupe Oinonen (également connu sous le nom de groupe O, brigade de cavalerie et 1re brigade et 2e brigade de jägers). La 1re division finlandaise était gardée en réserve. Les Finlandais prévoient de séparer les forces soviétiques en défense en atteignant les rives du lac Ladoga, puis d'avancer le long des rives du lac.
Côté soviétique est déployé la 7e armée soviétique composée de la 168e division de fusiliers près de Sortavala et la 71e division de fusiliers au nord de Jänisjärvi. Les Soviétiques ont préparé des fortifications de campagne le long de la frontière traversant Sortavala et aux importants passages routiers de Värtsilä et Korpiselkä.

## Début de l'offensive

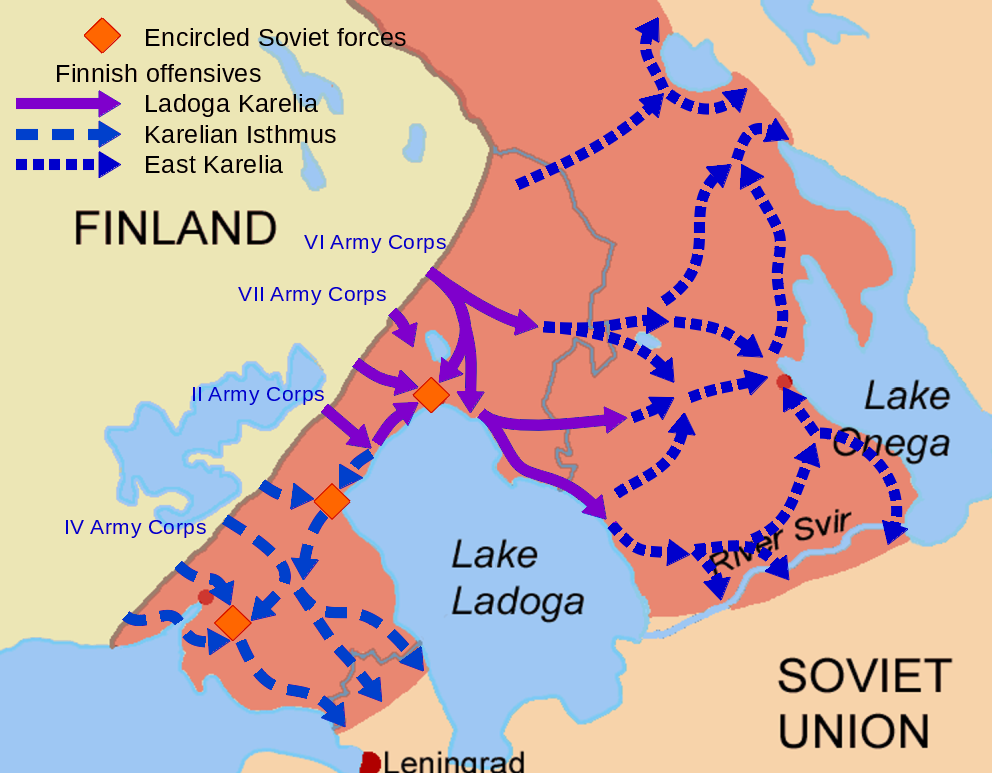
Carte illustrant les opérations offensives finlandaises en Carélie menées à l'été et à l'automne 1941 lors de l'opération Barbarossa. L'avancée maximale des unités finlandaises et les frontières avant et après la guerre d'Hiver sont présentées.

Le 9 juillet, l'ordre de l'offensive est donné. La tâche principale de percement des défenses soviétiques entre Värtsilä et Korpiselkä est confiée au VIe corps, commandé par le major général Paavo Talvela. L'offensive finlandaise submerge rapidement les défenseurs soviétiques. La 1re brigade finlandaise de jägers (colonel Ruben Lagus) est déployée du groupe O pour mener l'assaut et réussit à créer une brèche dans les défenses soviétiques, qui permet à l'infanterie légère finlandaise (certaines montées sur bicyclettes) d'avancer.
Le flanc droit de l'offensive finlandaise composée de la 11e division finlandaise du VIe corps rencontre une forte résistance soviétique sur la rive est du lac Jänisjärvi, et l'élimination de la résistance dura jusqu'au 16 juillet. Après cette mission, la 11e division avance et contourne l'extrémité sud du lac Jänisjärvi et établit des positions face à l'ouest le long de la rivière Jänisjoki. Simultanément, le VIIe corps finlandais attaque vers le sud, sur la rive ouest du lac Jänisjärvi ; cependant, un fort effort défensif soviétique transforme l'offensive en bourbier. Il faudra attendre le 15 juillet pour que les forces finlandaises atteignent les principales défenses soviétiques. Le 17 juillet, le VIIe corps finlandais atteint enfin la rivière Jänisjoki et le nettoyage des forces soviétiques encerclées dura jusqu'au 21 juillet. L'avancée finlandaise ayant prolongé les lignes de front, certaines forces finlandaises commencent à se redéployer le 16 juillet : la 1re division finlandaise reçoit l'ordre de couvrir le flanc est de l'avancée, tandis que la 17e division finlandaise, qui a laissé la garde de la base soviétique de Hanko aux troupes locales, est également amenée dans la région. La 163e division d'infanterie allemande, forte de deux régiments, reçoit l'ordre de capturer la ville et le carrefour ferroviaire de Suvilahti. Ces actes ont effectivement augmenté la force finlandaise dans la région de trois divisions.
L'avancée finlandaise sur le flanc gauche du VIe corps par le groupe Oinonen, composé de deux brigades, s'arrête quasi-aussitôt après avoir commencé. Son avance immobilisa certaines troupes soviétiques, mais Talvela, qui commande le VIe corps finlandais, estime que la mission du groupe Oinonen a été un échec retentissant. Cependant, il critique également les ordres de son supérieur, l'utilisation de ces troupes plus légères contre des positions soviétiques importantes dont la localisation est connue.
La principale avancée finlandaise se poursuit vers le sud en direction de la ville de Loimola, traversée par la voie ferrée entre Sortavala et Petrozavodsk. La ville est capturée par les forces finlandaises le 15 juillet. Le général Talvela pousse davantage ses forces et la 1re brigade de jägers termine son avance contestée de 110 km lorsqu'elle atteint les rives du lac Ladoga à Koirinoja le lendemain. Cela rompt également les liens entre les forces soviétiques dans la région. Tandis que Talvela poursuit son avance plus à l'est le long de la rive du lac Ladoga ainsi que plus à l'intérieur des terres, les Soviétiques réorganisent une partie de leurs forces et dépêchent des renforts sur la rive est du lac Ladoga. Le 452e régiment d'infanterie motorisé soviétique établit des positions défensives autour de la ville de Salmi ; cependant, l'avancée des forces finlandaises encercle les défenseurs et capture Salmi le 21 juillet. Deux jours plus tard, le VIe corps atteint la frontière de 1939 ; Mannerheim ordonne alors le 24 juillet d'arrêter l'avancée plus à l'est et charge les forces de préparer des positions défensives le long de la rivière Tuulema. Le franchissement de la frontière de 1939 ne plaisant pas à certains Finlandais, plus de 2 000 hommes ont d'abord refusé de traverser l'ancienne démarcation.

## Poursuite des combats en Carélie du Ladoga
La 7e division finlandaise du VIIe corps lance son attaque vers la ville de Sortavala depuis l'est et réussit à capturer le village de Ruskeala le 25 juillet, permettant aux Finlandais de présenter un front uni contre les Soviétiques défendant Sortavala. Les Soviétiques renforcent à leur tour leur 168e division de fusiliers en défense dans la zone avec la 198e division de fusiliers motorisés et se préparent à lancer une contre-attaque vers la rivière Jänisjoki, mais les Finlandais réussissent à capturer les plans de la contre-attaque soviétique. Ayant accès aux plans soviétiques et disposant de troupes fraîches préparées contre l'avancée ennemie, la contre-attaque échoue et le 1er août, la 198e division motorisée soviétique est déjà en pleine retraite. La décision finlandaise d'ordonner au IIe corps d'armée finlandais d'avancer piégera les forces soviétiques.
Le 7 août, la 2e division finlandaise du IIe corps atteint les rives du lac Ladoga à Lakhdenpokhia et coupe les divisions soviétiques au nord-ouest du lac Ladoga de leurs routes de retrait prévues. Près de Sortavala, les forces finlandaises attaquantes des 2e, 7e et 19e divisions sont réorganisées en Ier corps d'armée et la ville tombe aux mains des forces finlandaises le 15 août. Les forces soviétiques en défense de la 168e division de fusiliers se retirent le long de la côte mais finissent par être encerclées. Les Soviétiques réussissent à évacuer la plupart de leurs effectifs sur des barges depuis le lac Ladoga. Les Finlandais capturent de grandes quantités de matériel de guerre que les Soviétiques n'ont pas eu le temps d'évacuer.